# Cimitero monumentale degli Angeli
Il cimitero monumentale degli Angeli o cimitero degli Angeli è il cimitero di Caltanissetta. Fu aperto nel 1878 nelle vicinanze della chiesa di Santa Maria degli Angeli e del castello di Pietrarossa.

Chiesa di santa Maria degli Angeli e convento dei frati minori osservanti in una foto di inizi Novecento

## Storia
La costruzione del cimitero monumentale di Caltanissetta fu deliberata dal consiglio comunale con una delibera 23 marzo 1878 e con uno stanziamento di 126.000 lire dell'epoca. I lavori iniziarono lo stesso anno seguendo, così, una tradizione iniziata in altre parti d'Italia con Napoleone.
La delibera faceva seguito ad un'accesa discussione svoltasi nei cinque anni precedenti; tra i siti valutati vi erano un terreno nella zona dell'abbazia di Santo Spirito, un terreno in contrada Balate, uno in contrada Firrio e quello, poi scelto, vicino al convento di Santa Maria degli Angeli. Questo sito fu preferito per la sua esposizione, per la natura drenante del terreno calcareo, per relativa vicinanza all'abitato cittadino e per la «romantica mestizia che vi spira attorno». Una certa rilevanza può aver avuto nella scelta del sito anche il fatto che il convento dei frati minori osservanti fosse stato adibito dal 1867 come lazzaretto per i malati delle frequenti epidemie di colera dell'epoca.

## Descrizione
L'attuale ingresso è stato ricavato abbassando l'antistante livello dello spiazzo, che a destra è delimitato dalla chiesa di Santa Maria degli Angeli. Il progetto fu dell'ingegnere Alfonso Barbera, lo stesso che aveva progettato la facciata del Comune e del Teatro Margherita.

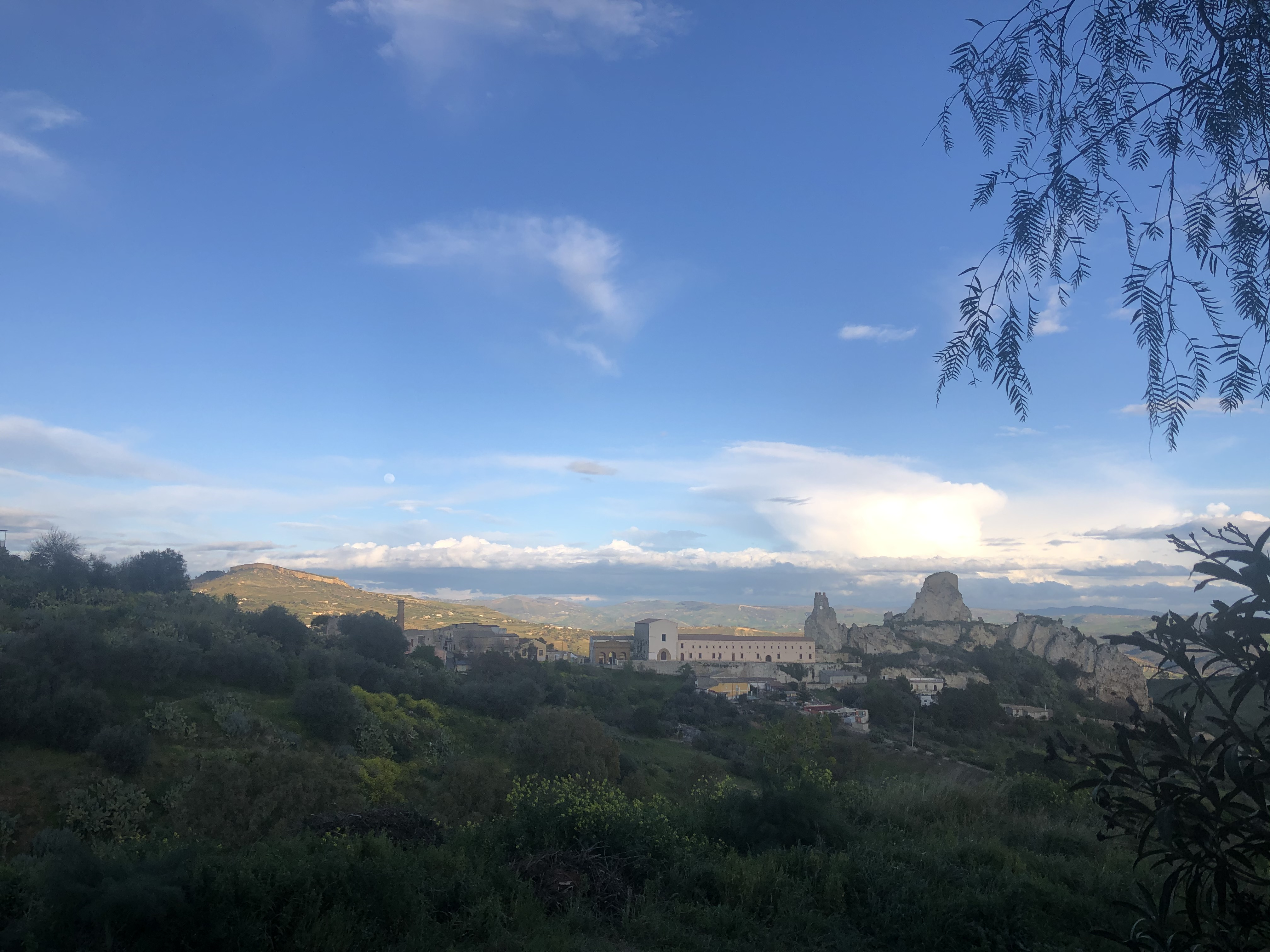
Panorama con Santa Maria degli Angeli, il castello di Pietrarossa e con la valle dell'Imera meridionale sullo sfondo

Il cimitero degli Angeli è posto sopra una collina argillosa che domina la valle dell'Imera meridionale, nelle vicinanze del castello di Pietrarossa, ivi edificato in epoca normanna, per un controllo strategico della valle.
Il complesso monumentale della Chiesa del convento annesso al cimitero e del castello si estendono lungo un asse sud-est. Il cimitero permette una visione panoramica per la sua posizione sopraelevata di paesaggi del centro Sicilia meridionale ricchi di colline argillose e calanchi. Lungo l'asse est-ovest si osservano la Serra della Difesa con il suo Vallone della Difesa e Iuculia ad est si osserva il monte di Sabucina con il suo sito archeologico. In direzione nord si osservano il monte San Giuliano con il suo monumento al Redentore e la collina di Sant'Anna con l'antenna Rai, colline queste che dominano l'intero abitato nisseno.
Il cimitero si sviluppa, lungo una forte pendenza lungo l'asse sud, con viali interni sinuosi cui si affacciano cappelle gentilizie tra le quali per il loro valore architettonico e artistico si distinguono quelle delle famiglie nobiliari costruite dagli architetti Pasquale Saetta e Alfonso Barbera: tra di esse, le più note sono quelle degli Amato-Salvati, Calafati, Difìglia, Falduzza, Giarrizzo, Lanzirotti, Mazzone, Messina-Sapienza, Trigona della Floresta e Testasecca. Quest'ultima tra tutte si distingue per la sua monumentalità ma soprattutto per la presenza della Madonna dello scultore nisseno Tripisciano.

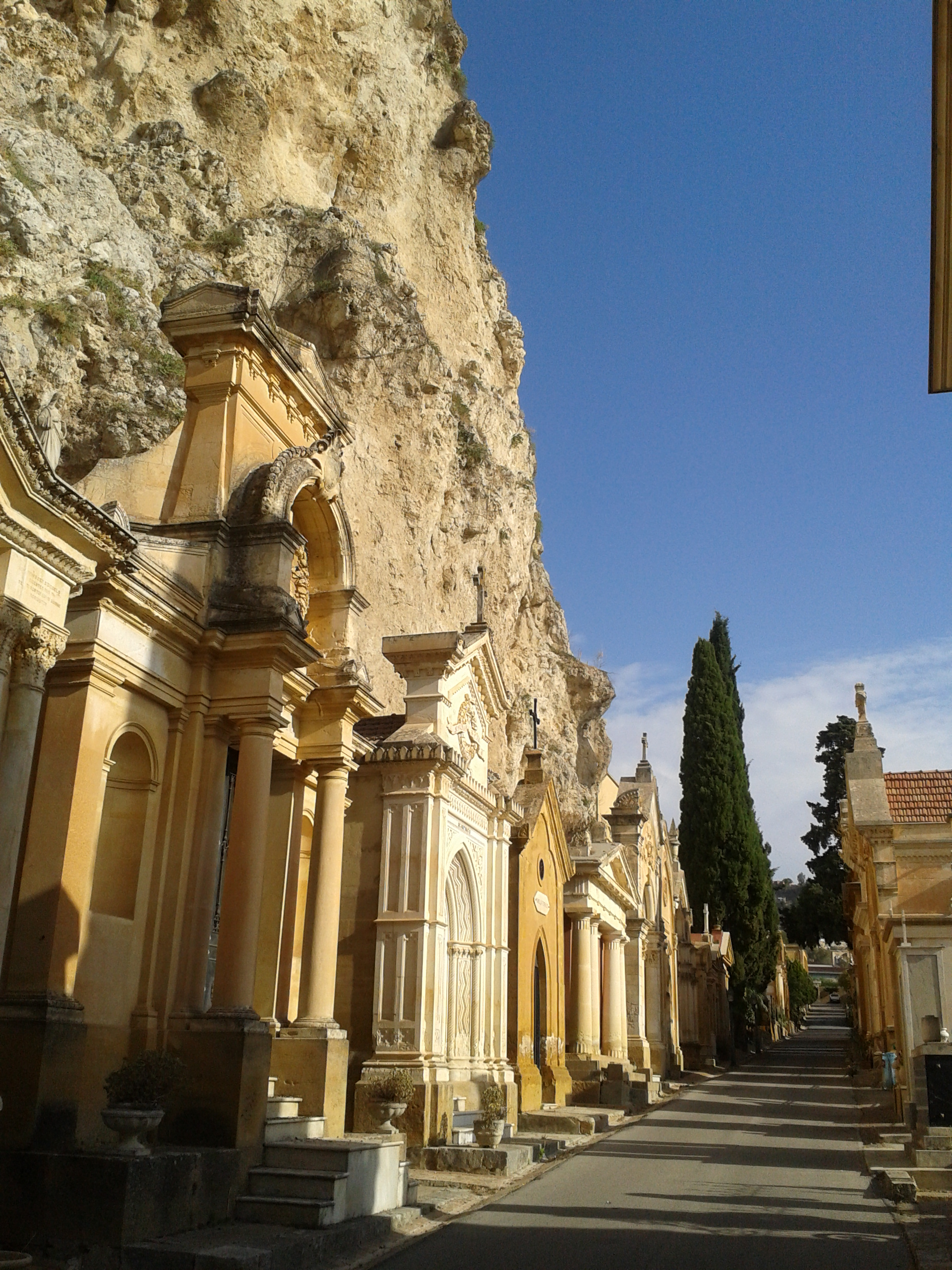
Un viale del cimitero

Tra gli artisti che hanno contribuito all'edificazione di monumenti sepolcrali si ricordano quelli di Francesco Biangardi e Michele Tripisciano; tra tutte le opere marmoree spicca per il suo valore artistico la Madonna sul trono con il bambino del Tripisciano di cui si può ammirare una copia in gesso nell'omonimo museo cittadino, con le due copie in marmo della stessa Madonna presenti nella chiesa di Notre Dame di Parigi e nella chiesa del Corpus Domini di Milano.
Interessante è anche la cappella del Senatore Morillo, barone di Trabonella, la cui facciata fu progettata dall'ingegnere Nuara nel 1912. Questa cappella è ricavata da un anfratto della rocca di Pietrarossa su cui si ergono sovrastando il cimitero i ruderi del castello. Si ritiene che essa sia stata ricavata da un ambiente già abitato in epoca normanna del castello. Anche questa cappella custodisce pregevoli sculture del Tripiscano.
Il cimitero è stato oggetto di una proposta di vincolo paesaggistico, istituito con D.A. nº 7732 del 9/10/1995, perché inserito paesaggisticamente nella Riserva naturale orientata Monte Capodarso e Valle dell'Imera Meridionale.
Il cimitero degli Angeli è uno dei due cimiteri di Caltanissetta, l'altro è il piccolo "cimitero dei Carusi" presso la miniera Gessolungo creato a ricordo di una disgrazia mineraria del 12 novembre 1881 dove persero la vita 19 carusi di cui nove rimasti senza nome.
Il cimitero degli Angeli è stato uno dei primi cimiteri monumentali d'Italia alla data della sua creazione; oggi esso ha perso questo status anche per la mancata e adeguata tutela dei beni architettonici e artistici presenti.